# Cyrille Van Overbergh
Pour les articles homonymes, voir Van Overberghe.
Ne doit pas être confondu avec Cyriel Van Overberghe.

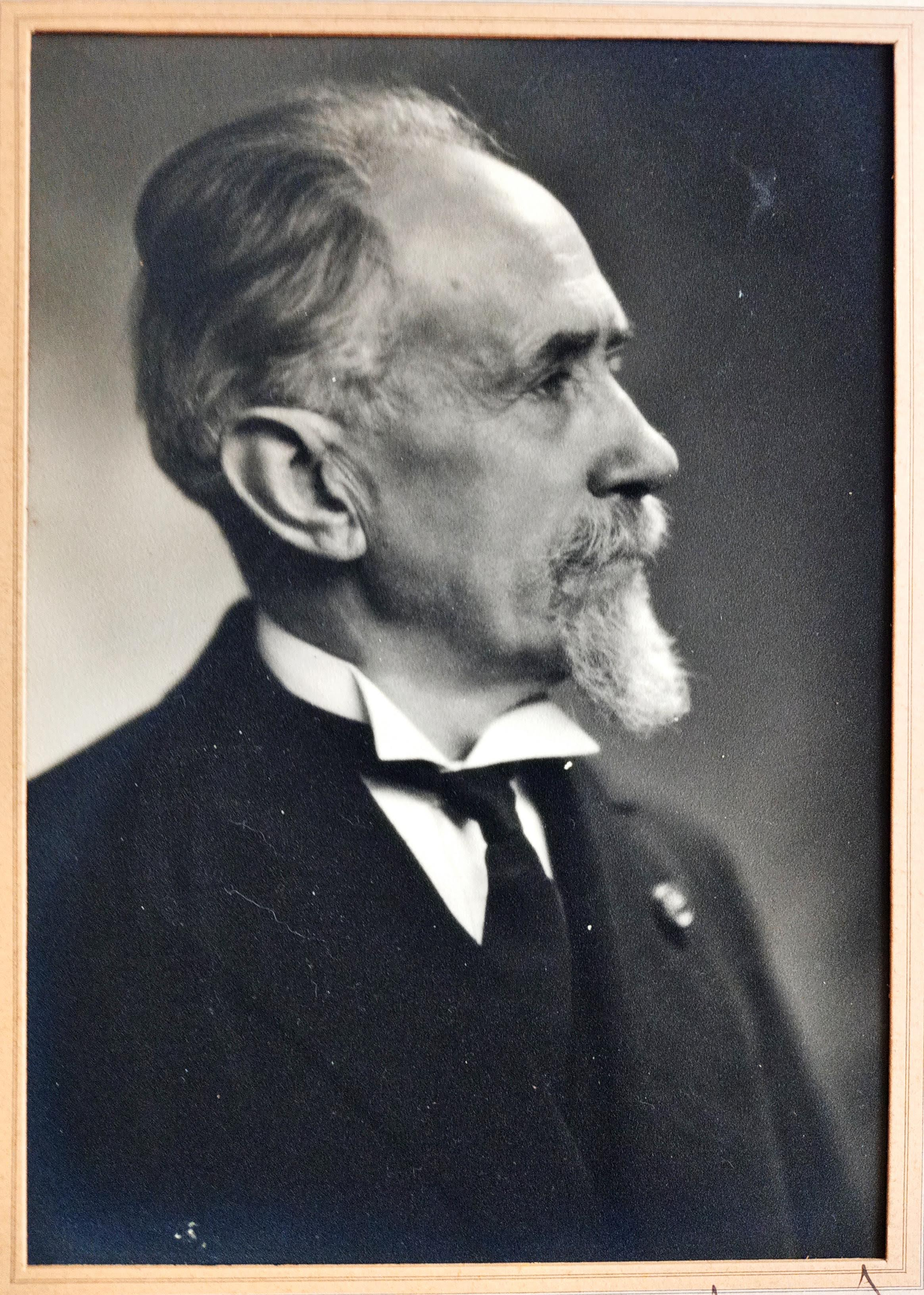
Cyrille Van Overbergh

Cyrille Van Overbergh est né à Courtrai le 7 mars 1866 et mort à Ixelles le 31 mars 1959. Il est principalement connu pour avoir été l'un des précurseurs de la sociologie en Belgique, ainsi que pour avoir mené une carrière politique qui lui valut d’être nommé ministre d’État en 1934.

## Biographie
Cyrille Van Overbergh naît en 1866 à Courtrai. Son père, Charles Van Overbergh est un commerçant de la ville. Il étudie le droit et devient docteur en droit à l’université catholique de Louvain en 1889. Il entame ensuite une carrière d’avocat à Courtrai, sa ville natale, en devenant stagiaire auprès de Frans Schollaert. Il reste cependant impliqué à Louvain puisqu’il est également employé par la Revue sociale catholique ainsi que par la Revue catholique de droit. Durant cette période, Cyrille Van Overbergh donne également des conférences sur le socialisme et le marxisme, ce qui l’amène à être considéré pour une chaire de science sociale en 1892. Il débute au même moment une carrière administrative et politique, sans toutefois abandonner son intérêt pour la sociologie. Il fonde ainsi en 1899 la Société Belge de Sociologie dont il devient également le président. Sa carrière politique connaît elle aussi des succès, il devient ainsi conseiller du premier ministre en 1908, puis secrétaire général du ministère des Arts et des Sciences de 1910 à 1912. Il collabore à l'élaboration du catalogue de l'Exposition Trésor de l'Art belge au XVIIe siècle. Il deviendra propriétaire d'un des XXV catalogues de l'édition de grand luxe (en deux volumes nominatifs avec environ 170 planches en deux états, l'un sur papier impérial du Japon et l'autre sur papier de Chine in 4° ou 26 1/2 X 36 cm.) édités par la Librairie nationale d'Art et d'Histoire G. Van Oest & Cie en 1912, Place du Musée 16 à Bruxelles.
Il siège en suite de 1921 à 1952 au sénat en tant que membre du parti catholique. Il est fait ministre d’État le 31 juillet 1934. Il continuera, en parallèle de ses engagements politiques, à publier de nombreux ouvrages dédiés à la sociologie et à son étude. Il meurt le 31 mars 1959 à Ixelles.

## Apport à la sociologie en Belgique
En 1899, Cyrille Van Overbergh, alors professeur invité à l’Institut de philosophie de Louvain, fonde et préside la Société Belge de Sociologie. Il profite dans le même temps de son statut à l’Institut de philosophie pour y donner des conférences qui y introduisent pour la première fois l’étude de la sociologie. C’est par l’intermédiaire de ces conférences et des nombreux articles qu’il a publiés que Cyrille Van Overbergh va développer sa vision de la sociologie. Il y met en avant une interprétation catholique de la sociologie, basée sur l’apport civilisationnel de la religion catholique aux sociétés occidentales. Il cherche notamment par là à démontrer que leur foi et leurs dogmes n’empêchent pas les catholiques de pratiquer la sociologie. Il est par ailleurs très critique de la vision marxiste de la société, il affirme en effet que dans une société idéale les différentes classes sociales devraient fonctionner harmonieusement. Il s’appuie principalement sur les travaux d'Émile Durkheim pour étayer cette critique. Il a d’ailleurs abondamment écrit à propos de la pensée marxiste (Le marxisme. Critique de ses huit caractères fondamentaux ; La classe sociale ; Karl Marx : critique de sa guerre des classes ; Karl Marx : critique de son économie politique). Cyrille Van Overbergh a donc contribué à introduire la sociologie sur la scène universitaire en Belgique. Il est aussi parmi les premiers à l’aborder d’un point de vue catholique.

## Carrière politique
Bien que Cyrille van Overbergh ait toujours été politisé, qu’il ait toujours été impliqué dans de nombreuses luttes quant aux droits fondamentaux, telles que le droit de vote des femmes ou l'accès à l'enseignement, et qu’il ait été secrétaire pendant de nombreuses années pour l'Union populaire belge, ce n'est que tard dans sa vie qu'il se lance à proprement parler dans la politique.
En effet, c'est en 1921 que commence véritablement sa carrière politique, en devenant sénateur  de la province du Brabant Flamand, en tant que membre du Parti Catholique (les sénateurs provinciaux, mis en place en 1894, sont des membres du sénat choisis par les Conseils provinciaux, un sénateur représente 200 000 habitants de la province, et ils doivent être minimum trois. Ce poste prend fin en 1995 avec la quatrième réforme de l'État). Il y représente le groupe chrétien-démocrate. En 1932, durant le Gouvernement Broqueville III, il exerce la fonction de vice-président du Sénat. Il s’y montre très actif, notamment pour défendre la politique du gouvernement. Grâce à ses performances, et toujours en tant que membre du Parti Catholique, il devient Président de la commission des finances au Sénat, occupant cette fonction entre 1936 et 1946. En 1936, il devient également président du groupe catholique au Sénat, rôle qu'il exercera jusqu'en 1952. En 1946, naît le Parti du peuple chrétien (CVP), qui est le nouveau Parti catholique. Ses membres font toujours partie des chrétiens-démocrates. Cyrille Van Overbergh est encore nommé en 1946, à l'âge de 80 ans, Président de la commission des finances au Sénat. Il exerce ce rôle jusqu'en 1952, après plus de 30 ans de carrière au Sénat. Cette implication en tant que sénateur provincial restera son seul véritable rôle politique ; il n'a, malgré les propositions, jamais exercé la fonction de ministre, ni travaillé dans un ministère. Bien qu'on lui ait proposé le poste de ministre de la Justice en 1925, c'est finalement Prosper Poullet, également premier ministre, qui exercera cette fonction. Cependant, avant de siéger au Sénat, il a occupé d'autres emplois en rapport avec la politique. Il a commencé en 1892 en étant commissaire de district, avant d'être affecté au cabinet du Ministre de la justice, Victor Beregem, en 1894. L'année suivante, il est devenu chef du cabinet du Ministre de l'intérieur, François Schollaert, et le reste pendant quatre ans. Il devient ensuite son conseiller en tant que Premier ministre en 1908. Entre 1895 et 1900, il est secrétaire pour le comité d'étude pour la réforme du soutien public. Il est élu en 1900 directeur général de l'administration de l'enseignement supérieur, des arts et des sciences, et il est également, entre 1910 et 1912, secrétaire général du ministère des arts et des sciences. À la fin de la première Guerre mondiale, il occupera le rôle de secrétaire pour l'Union populaire belges, et ce jusqu'en 1920. Il sera ensuite pendant un an secrétaire général de l'Union générale démocrate-chrétienne, groupe qu'il représentait au Sénat. Et en 1934, il est membre de l'assemblée générale de l'Union catholique de Belgique en tant que représentant de l'Union chrétienne des travailleurs. Cet engagement politique lui vaut d'être nommé ministre d'État en 1934.

## Intérêt pour l'Afrique
En 1906, Cyrille van Overbergh publie Le Congrès international d'expansion économique mondiale, dans lequel il résume toutes les propositions de ce congrès quant à la réforme de l'enseignement durant le règne de Léopold II, à l'époque coloniale. L'objectif du Roi était de créer une école mondiale, apportant un nouveau type d'enseignement, qui préparerait les élèves à avoir une carrière dans les colonies, afin de favoriser la politique colonialiste menée à l'époque. Afin de mener à bien ce projet, le Roi demande à Cyrille Van Overbergh de monter un comité d'expert international pour l'y aider. Ce comité est créé le 31 juillet 1906. Cyrille Van Overbergh n'était pas membre de cette commission, mais il a fortement influencé ses travaux, plus particulièrement en éducation physique, étant donné qu'il était également directeur général de l'enseignement supérieur ainsi que des sciences et des arts. La même année est créé un Institut supérieur d'éducation physique à l'Université de Gand, directement lié à la nouvelle École mondiale. Cyrille Van Overbergh a par ailleurs écrit de nombreux livres sur l'Afrique et les colonies (Les Nègres d'Afrique, 1913, L'Aventure du Sénégal. Mémoire d'un rescapé...). Il a en effet réalisé des enquêtes ethnographiques sur différentes populations du Congo. Il a d'ailleurs été directeur du bureau international d'ethnographie fondé en 1905. En 1908, lors de l'annexion de l'État Libre du Congo, Cyrille van Overbergh a été impliqué dans la réalisation des travaux préparatoires, et cela à cause de sa connaissance de la société congolaise. Le roi Leopold II avait en outre beaucoup d'estime pour les travaux de Cyrille Van Overbergh. Ce dernier écrira d'ailleurs dans la préface du Tome VI de la Sociologie descriptive un message de soutien et de confiance que le Roi lui a directement adressé : « Je vois dans votre travail la possibilité de civiliser l'Afrique progressivement et méthodiquement, sans perte de temps, en prenant comme point de départ la situation réelle de ces braves gens ».

## Distinctions
- Officier de l'ordre de Léopold (Belgique).
- Chevalier de l'ordre de la Couronne de fer d'Autriche.
- Commandeur de l'ordre du Double Dragon de Chine impériale.
- Commandeur de l'ordre de la Couronne de chêne (Luxembourg).